# コラール前奏曲
コラール前奏曲（コラールぜんそうきょく、ドイツ語：Choralvorspiel もしくは Choralpräludium、衆讃前奏曲）は、本来、教会の礼拝において唱和するコラールの前に導入として演奏されるように意図されたオルガン曲である。ここにおいてはコラールのメロディーは、ある時はいくつかの変奏のテーマとして、ある時は対位法的な主題として用いられる。 
コラール前奏曲を書いた最初の作曲者の1人はディートリヒ・ブクステフーデである。ヨハン・パッヘルベルは「パッヘルベル形式」と称されるコラール前奏曲の一典型を築いた。 ブクステフーデ、パッヘルベルの影響を受けて、ヨハン・ゼバスティアン・バッハも多くのコラール前奏曲を書いた。それらはおそらく現在コラール前奏曲の最も有名なものである。 後の作曲家ではヨハネス・ブラームスとマックス・レーガーが有名である。